# Mount Everest
Mount Everest (nepálsky सगरमाथा, Sagarmátha; tibetsky ཇོ་མོ་གླང་མ, Džomolangma) je nejvyšší hora na Zemi nad hladinou moře. Nachází se v Mahálangurském Himálaji a přes její vrchol vede čínsko-nepálská hranice. Její nadmořská výška (výška sněhu) 8 848,86 m byla naposledy stanovena v roce 2020 čínskými i nepálskými úřady. Mount Everest vznikl spolu s Himálajem kolizí indické a eurasijské kontinentální desky. Hora je pojmenována po britském geodetovi George Everestovi.
Mount Everest leží v Mahálangurském Himálaji v nepálském regionu Khumbu na hranici s Čínou (s Tibetskou autonomní oblastí; západní a jihovýchodní vrchol tvoří hranici). Na nepálské straně je součástí národního parku Sagarmatha, který je zařazen do seznamu světového dědictví UNESCO. Na tibetské straně se nachází Národní přírodní rezervace Čumulangma, která je zařazena na stejný seznam.
Edmund Hillary a Tenzing Norgay uskutečnili 29. května 1953 prvovýstup na horu. Mount Everest přitahuje mnoho horolezců, včetně zkušených turistů. Na vrchol vedou dvě hlavní horolezecké trasy, jedna z nich z jihovýchodu z Nepálu (známá jako „standardní cesta“) a druhá ze severu z Tibetu. Výstup standardní trasou z Nepálu není technicky příliš obtížný, nebezpečím však může být výšková nemoc, počasí a vítr, ale také laviny a ledopád Khumbu. K listopadu 2022 zemřelo na Mount Everestu 310 lidí; více než 200 těl zůstalo na hoře a nebylo odstraněno kvůli nebezpečným podmínkám.
Zatímco v zpočátku byl Mount Everest cílem zkušených horolezců, od druhé poloviny 90. let 20. století převažují komerční expedice, hora je tak jedním z cílů masového turismu, někdy je zmiňována i jako příklad nadměrného turismu (overtourismu). V roce 2023 se o zdolání vrcholu pokusilo přes 1 200 osob. Vrcholu dosáhlo 600 lidí, asi 250 turistů a 350 Šerpů. V základním táboře v sezóně pracuje asi 1 500 lidí. Turistika je přínosná pro místní ekonomiku, je však velkou zátěží pro přírodu. Problémem jsou zejména hromadící se odpadky.

## Název
V Nepálu je hora nazývána Sagarmátha (सगरमाथा, Sagaramāthā, do nepálštiny převzato ze sanskrtu, kde znamená „Tvář nebes“). Tibetský název zní Džomolangma (ཇོ་མོ་གླང་མ, wylie Jo mo glang ma, Džo-mo-lang-ma, znamená „Matka světa“). Zkomolením tibetského názvu vzniklo i čínské 珠穆朗瑪峰 (pchin-jin: Zhūmùlǎngmǎ Fēng, českým přepisem Ču-mu-lang-ma feng). Českým standardizovaným exonymem je Everest.
V Česku i jinde ve světě zdomácnělo jméno Everest, které hoře dal Brit Andrew Scott Waugh (hlavní zeměměřič pro Indii). George Everest byl předchůdcem sira Andrewa Scotta Waugha. Publikace britského rozhlasu BBC Pronouncing Dictionary of British Names, Oxford University Press uvádí pro angličtinu dva způsoby výslovnosti [everest] a [everist], správná výslovnost v angličtině je tedy [maunt everest], případně méně často [maunt everist].
Na počátku 60. let 20. století nepálská vláda vytvořila nepálský název Sagarmátha nebo Sagar-Matha (सगर-माथा, [sʌɡʌrmatʰa], dosl. „bohyně oblohy“), což znamená „Hlava na velkém modrém nebi“, neboť je odvozen od सगर (sagar), což znamená „nebe“, a माथा (māthā), což znamená „hlava“.
Čínský deník People's Daily publikoval roku 2002 článek, v němž se ohrazuje proti přetrvávajícímu používání anglického názvu v západním světě. Autor doporučuje používání tibetského jména hory.

## Měření hory
Udávaná výška 8848,86 m n. m. je oficiálně uznaná Nepálem a Čínou. Everest stále roste díky pohybům tektonických desek, předpokládaný růst je 3 až 5 mm do výšky a 27 mm k severovýchodu za rok.

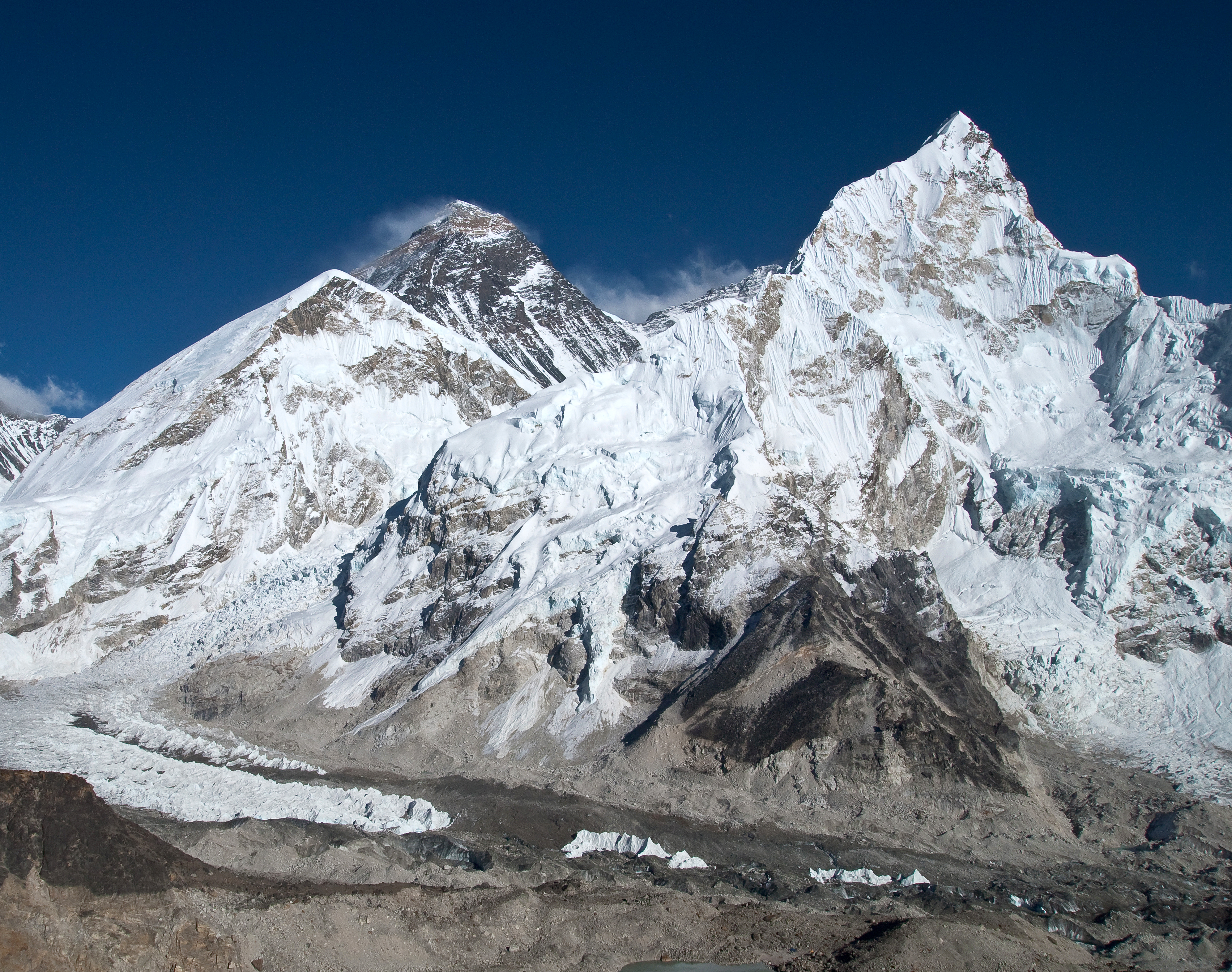
Mount Everest (vlevo) a Nuptse (vpravo), pohled z Kala Pataru

Radhanath Sikdar, indický matematik a zeměměřič z Bengálska, byl v roce 1852 prvním, kdo určil Everest jako nejvyšší horu světa pomocí trigonometrických výpočtů na základě měření teodolitem z 240 km vzdálené Indie. Před průzkumným měřením byl vrchol zeměměřiči nazýván jménem Peak XV.
V padesátých letech 20. století indičtí zeměměřiči učinili přesnější měření, které se přiblížilo dnešním měřením a výpočtům výšky Everestu: 8848 m.
Mount Everest v roce 1999 přeměřili pomocí technologie GPS Američané sponzorování institucí National Geographic Society. Naměřili výšku 8850 m s přesností ± 2 m.
Podle čínských měření z května 2005 byla výška hory 8844 metrů, což bylo o celé 4 metry méně, než se do té doby běžně uvádělo.
V dubnu 2015 Nepál postihlo zemětřesení o síle 7,8 stupně a vyvstaly debaty, zda se nezměnila i výška hory. V roce 2019 horu přeměřila nepálská expedice a o rok později i čínská. Podle společného prohlášení je Mount Everest o 86 cm vyšší, než se dosud předpokládalo, tedy 8848,86 m n. m.
Everest je horou, jejíž vrcholek je nejvýše nad mořskou hladinou. Za nejvyšší horu světa by mohla být pokládána také Mauna Kea na Havaji, která je nejvyšší horou od své základny, ukryté pod mořskou hladinou na oceánském dně. Mauna Kea takto přesahuje 10 km, ale nad moře ční pouhými 4205 metry. Druhou horou, jež by mohla být nejvyšší, je Chimborazo v Ekvádoru. Vrchol Chimboraza je od středu Země o 2168 metrů dále než Everest. Tímto způsobem Chimborazo měří 6384,4 km a Everest pouze 6382,3 km. Příčinou rozdílu je zemská rotace, která deformuje tvar Země i mořské hladiny, od níž se výška standardně měří. Přitom podle nadmořské výšky není Chimborazo se svými 6310 metry nad mořem ani nejvyšší horou And.
Pro ilustraci lze uvést, že nejhlubší místo oceánského dna prohlubeň Challenger v Marianském příkopu je hlouběji pod mořskou hladinou než je Everest nad ní.

## Historie výstupů

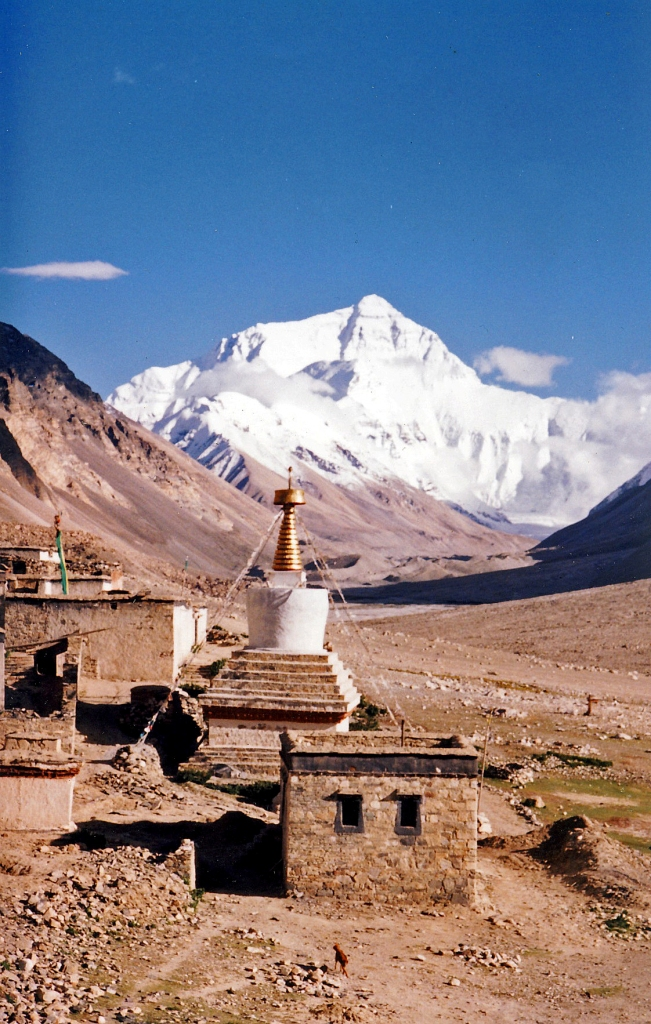
Mount Everest, pohled od Rombok Gompa

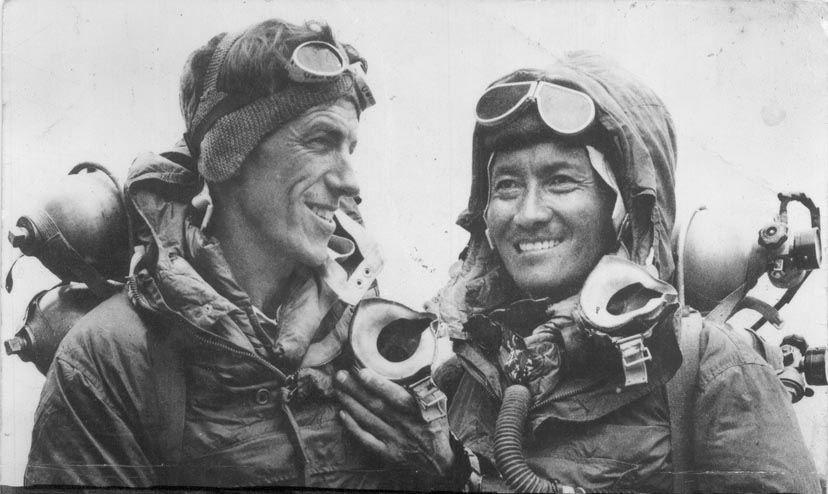
Edmund Hillary a Tenzing Norgay jako první stanuli na Everestu

Mount Everest má dlouhou historii pokusů o překonání, kterým dlouho odolával. V kontextu s dnešními komerčními výpravami, kdy na něj lezou i děti a důchodci, to může působit divně, nicméně je třeba si uvědomit, že dnešní návštěvníci mají oproti těm z první poloviny 20. století obrovské výhody: vyzkoušené cesty, pevně instalovaná lana a žebříky, lepší vybavení a mnohem důvěryhodnější předpovědi počasí. I tak ale Everest zůstává nebezpečnou horou i pro klasické a maximálně jištěné výpravy na vrchol.

### První pokusy
V roce 1921 se uskutečnila průzkumná expedice pod vedením George Malloryho, která si kladla za cíl zejména vylepšit geografické znalosti o oblasti, na výstup na vrchol nebyla dostatečně vybavena. Tato expedice vystoupila na severní sedlo v nadmořské výšce 7060 metrů, výše však již nepokračovala a vrátila se.
V roce 1922 se pak uskutečnila velká britská expedice pod vedením Charlese Granvilla Bruce. Expedice čítala 13 britských horolezců (včetně George Malloryho) a více než 160 nepálských a tibetských nosičů. Členem expedice byl také britský horolezec a chemik George Finch, který zde zkoušel výhody využití kyslíku z přenosných kyslíkových bomb. První pokus (bez použití kyslíku) uskutečnil Mallory, tři další horolezci a devět nosičů. Při tomto pokusu Mallory a dva horolezci poprvé v historii překročili hranici nadmořské výšky 8000 metrů, když dosáhli výšky 8225 metrů. Druhého pokusu, tentokrát již s podporou kyslíku, se kromě nosičů účastnili Bruce, Finch a Gurkha Tejbir. Bruce a Finch dosáhli výšky 8326 m. Třetího pokusu se účastnili Mallory (tentokrát již s kyslíkem), Finch, tři další britští horolezci a 16 nosičů. Při výstupu však strhli lavinu, ve které zahynulo 7 nosičů. Dále již nepokračovali a celá expedice tím skončila.
Další velká expedice se uskutečnila o dva roky později. Účastnilo se jí 13 Britů (pod vedením Bruce a za účasti Malloryho) a asi 150 nosičů. Během stavby základních táborů zahynuli dva nosiči na omrzliny. První pokus o výstup byl neúspěšný, při druhém pokusu bylo dosaženo výšky 8573 metrů. Na třetí pokus vyrazili Mallory a Andrew Irvine, zpět se však nevrátili. Jaké výšky dosáhli, není známo. Geolog výpravy Noel Odell, který jako jediný horolezce doprovázel do nejvyššího tábora, je údajně viděl stoupat od druhého výšvihu (second step), který je, jak bylo později zjištěno, ve výšce 8605 metrů. Při expedici v roce 1933 byl nalezen Irvinův cepín pod prvním výšvihem (first step) v nadmořské výšce 8560 metrů, v roce 1999 pak Malloryho tělo v 8155 metrech. S vysokou pravděpodobností lze říci, že v době nehody oba horolezci již slaňovali zpět do nejvyššího základního tábora. Tělo Irvina ani fotoaparát, který měli s sebou, a který by mohl mnohé objasnit, však nikdy nalezeny nebyly. Podle některých teorií oba horolezci dosáhli vrcholu, mezi zkušenými horolezci však tato varianta příliš příznivců nemá.
Také v následujících letech se uskutečnily další expedice s pokusy o výstup, žádný však nedosáhl ani nadmořské výšky druhého pokusu z britské expedice v roce 1924. V roce 1950 povolil Nepál vstup cizinců na své území, což otevíralo další možnosti (do této doby se šlo vždy přes Tibet, k průchodu zemí však bylo zapotřebí povolení od tibetské vlády). V roce 1952 se tak uskutečnila úspěšná švýcarská expedice. Jejím cílem nebyl výstup na vrchol, ale průzkum trasy výstupu z Nepálu. Nejvýše vystoupili Raymond Lambert a Šerpa Tenzing Norgay, kteří dosáhli nadmořské výšky 8595 metrů, což byl nový výškový rekord (s výhradou neznámé výšky dosažené Mallorym). Norgay získal zkušenosti, které již o rok později zúročil.

### Prvovýstup
Jako první stanul na vrcholu Mount Everestu 29. května 1953 Novozélanďan Edmund Hillary a nepálský Šerpa Tenzing Norgay.

### První žena na vrcholu
První ženou na Everestu byla Japonka Džunko Tabeiová dne 16. května 1975 po výstupu klasickou jižní cestou. Jen o 11 dní později ji následovala Tibeťanka Phantog po výstupu severní cestou s čínskou expedicí. Třetí ženou a první Evropankou na Everestu se stala asi nejúspěšnější himálajská horolezkyně – Polka Wanda Rutkiewiczová v roce 1978 (jižní cestou).

### Zimní výstup
První výstup v zimě dokončila 17. února 1980 JV hřebenem polská expedice vedená Andrejem Zawadou. Na vrchol vystoupili Leszek Cichy a Krzysztof Wielicki. Polští horolezci byli v zimním lezení v Himálaji průkopníky. Během výstupu na Everest čelili mrazům kolem −40 °C a prudkým vichřicím.

### Výstup bez použití kyslíku
První výstup bez použití kyslíku na Mount Everest úspěšně zakončili 8. května 1978 Reinhold Messner a Peter Habeler. Messner pak v roce 1980 předvedl první kompletní sólovýstup, samozřejmě opět bez kyslíku. Použití kyslíku devalvuje podaný výkon, podle Messnera odpovídá výstup na Everest s kyslíkem výstupu do výšky 6400 metrů bez kyslíku. Horolezci stoupající s kyslíkem jsou v případě vypotřebování lahve ve velkém nebezpečí, neboť nejsou aklimatizování na skutečnou výšku, ve které se nacházejí. Takováto událost končí zpravidla tragicky. Z celkového počtu evidovaných výstupů na Everest je výstupů bez kyslíku jen něco přes dvě procenta.

### Československé a české výstupy
V roce 1980 se na vrchol Everestu a Lhoce pokusila vystoupit mezinárodní expedice, jejímž členem byl i český horolezec Jiří Novák. Žádnému z členů se však na vrchol dostat nepodařilo.
V roce 1984 se na vrchol vydala první československá expedice, kterou vedl František Kele. Z ní na vrchol vystoupili slovenští horolezci Zoltán Demján a Jozef Psotka, společně s nimi i Šerpa Ang Rita (varianta Polské cesty na JZ pilíři, bez použití kyslíku). Jozef Psotka však při sestupu z Jižního sedla zahynul.
V roce 1987 se na vrchol vydala další československá expedice, vrchol se pokusila zdolat přes jihozápadní stěnu. Nebyla však úspěšná.
V roce 1988 se na vrchol pokusila vystoupit mezinárodní expedice, jejímž členem byl i český horolezec Josef Rakoncaj. Nebyla však úspěšná. Ve stejném roce se na vrchol vydala i další československá expedice, když na vrchol se podařilo vystoupil pouze slovenský horolezec Josef Just. Při sestupu zahynuli čtyři členové expedice, včetně samotného Justa.
Jako první český horolezec stanul na vrcholu v roce 1991 Leopold Sulovský, společně s Italem Battistou Bonalim. Na vrchol vystoupili bez kyslíku a částečně novou trasou přes severní stěnu. Tento výstup bývá považován za nejhodnotnější.
Jako součást mezinárodních expedic se na vrchol pokusili vystoupit v roce 1991 a 1992 československá horolezkyně Dina Štěrbová, v roce 1994 pak opět Josef Rakoncaj. Úspěšní však nebyli.
V roce 1996 na vrchol vystoupil jako druhý český horolezec Josef Nežerka jako součást norsko-italsko-české expedice. Šlo o výstup klasickou severní cestou s využitím kyslíku.
V roce 1998 se na horu vydala první česká expedice. V rámci této na vrchol klasickou severní cestou a bez využití kyslíku vystoupili čeští horolezci Radek Jaroš a Vladimír Nosek. Jaroš v dalších letech vystoupil i na všechny ostatní osmitisícovky, čímž dokončil Korunu Himálaje.
V roce 1999 jako součást švédské expedice vystoupila česko-švédská horolezkyně Renata Chlumská, čímž se stala první českou horolezkyní, která na vrchol úspěšně vystoupila.
Od té doby na vrchol vystoupilo větší množství Čechů, nejčastěji jako součást komerčních expedic, tedy klasickými cestami a s kyslíkem. Nejvíce mediální pozornosti vzbudil asi výstup politika Pavla Béma v roce 2007.

### Tragické události
Ve dnech 10. a 11. května 1996 zemřelo ve vrcholové části osm lidí, z toho tři horští vůdci: Rob Hall, Scott Fisher a Andy Harris. Mrtvých by bylo ještě víc, nebýt dočasného utišení bouře a výkonu vůdce Anatolije Bukrejeva, který byl ovšem částí kolegů později kritizován, že lezl bez kyslíku, nesetrval s výpravou a vrátil se dřív připravit pro navracející se čaj a kyslík, což někteří považovali za nezodpovědné.
Příběhem se šťastným koncem je naopak výstup Izraelce Nadava Ben Yehudy, který se pokusil horu zdolat v květnu 2012. Rekord nejmladšího Izraelce na vrcholu Mount Everestu však obětoval záchraně tureckého horolezce. Cestou dolů jim nikdo nebyl ochotný pomoci a Nadav se stal oprávněně hrdinou.
V roce 2006 se učitel matematiky z britského městečka Gainsborough pokusil vylézt na Mount Everestu s cestovní kanceláří Asian Trekking. Zdolal vrchol, ale cestou dolů ho opustily síly a ukryl se v malé jeskyni. Během několika hodin ho míjelo mnoho dalších horolezců. Po dalších deseti hodinách přišla výprava natáčející dokument pro Discovery Channel. Zeptali se Davida: "Kdo jsi?". Ten odpověděl "Jmenuji se David Sharp, jsem tu s Asian Trekking a jen se chci trochu vyspat". Poskytli mu zásobu kyslíku a nechali ho samotného. David Sharp zemřel.
Celkem při výstupu (či sestupu) na Mount Everest zahynulo v letech 1922 až 2010 219 horolezců, včetně dvou Čechů (Libor Kozák v roce 2007 a Věslav Chrząszcz v roce 2009).
V dubnu 2015 způsobilo zemětřesení v oblasti Nepálu smrt přibližně 3 700 lidí, na 200 lidí bylo v oblasti Mount Everestu pohřešovaných.
Dalším závažným problémem při výstupu na Mount Everest je množství lidí, kteří se o to pokouší a v důsledku toho se tvoří leckdy i hodinové fronty. Nebezpečí plyne jak z pobytu v zóně smrti, tak ze ztráty tepla a z možnosti, že dojde k vyčerpání zásob kyslíku. Příčinou je popularita výstupu, nezkušenost lezců a omezený počet tzv. vrcholových dní.

### Další rekordy
Největší počet výstupů na vrchol zvládl k roku 2011 Šerpa Appa – celkem 21 výstupů. Rekord k 7. květnu 2021 drží šerpa Kami Rita s 24 výstupy. Nejmladšímu lezci na Everestu bylo 13 let, byl jím Američan Jordan Romero, nejstarším byl Japonec Yuichiro Miura ve věku 80 let.
V roce 1990 australský horolezec Tim McCartney-Snape dosáhl jako první člověk vrcholu zdoláním celé nadmořské výšky hory, tj. od 0 m až po samotný vrchol Everestu. Cestu absolvoval pěšky od moře v Bengálském zálivu. Na samotný vrchol vystoupil bez kyslíku a sám.

## Horolezecké cesty

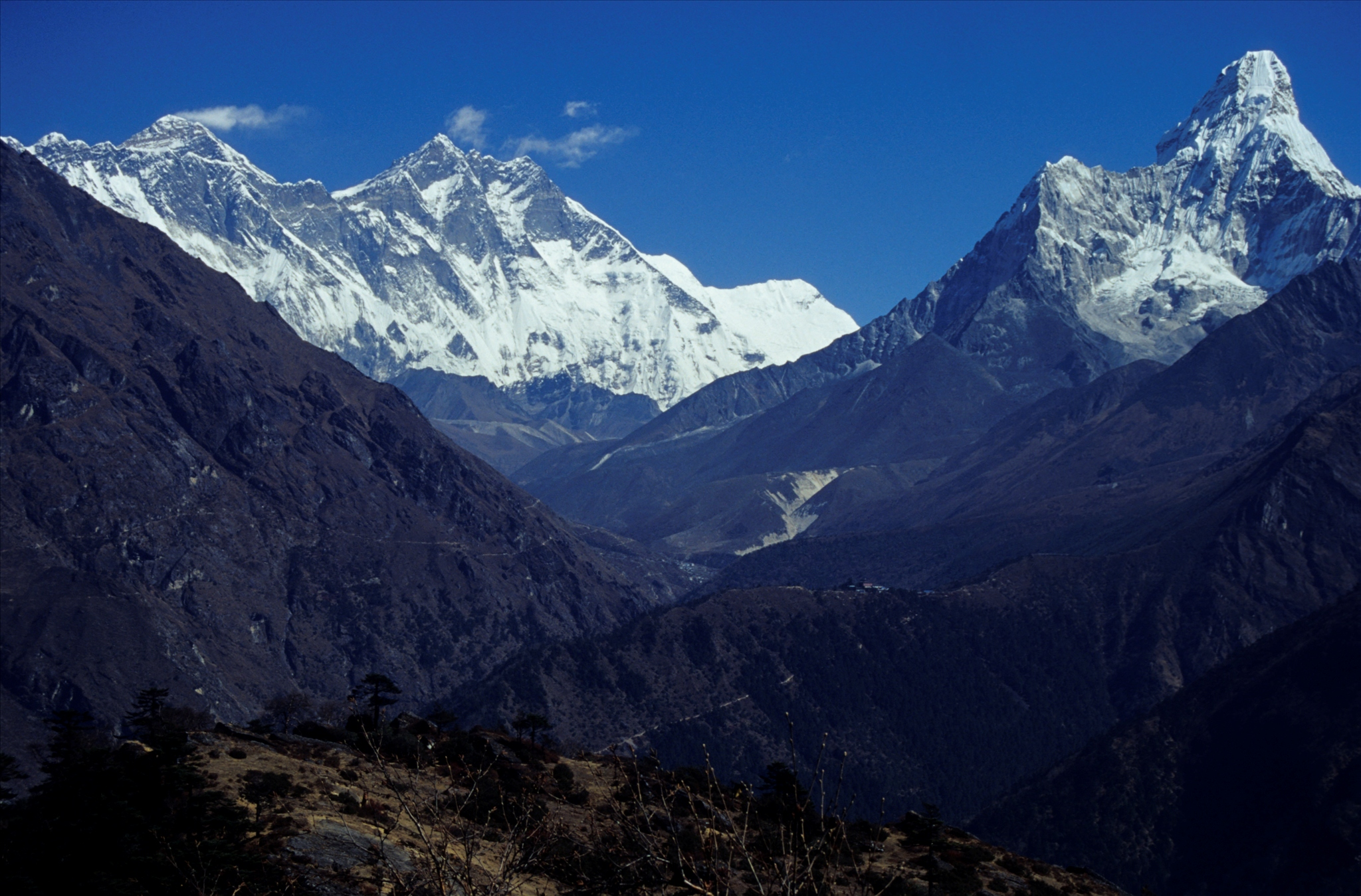
Zleva Mount Everest, Lhotse a Ama Dablam, pohled z Nepálu

Everest má dvě hlavní horolezecké cesty, jihovýchodní z Nepálu a severovýchodní z Tibetu, ale existují i další méně časté cesty. Jihovýchodní cesta z Nepálu je technicky méně obtížná než severozápadní cesta z Tibetu, také proto je mnohem frekventovanější. Jihovýchodní cestou šli také Hillary a Tenzing. Výběr prvovýstupu byl ovšem předurčen politickou situací v oblasti, neboť Tibet byl v roce 1949 pro cizince uzavřen. Do roku 2011 na Everest vystoupilo 5 104 osob, když 2 994 (58,7 %) šlo jihovýchodní cestou, 1 973 (38,7%) severovýchodní cestou a pouhých 137 (2,7 %) horolezců vystoupilo jinými cestami.
Většina pokusů o výstup je během dubna a května před letní monzunovou sezónou, kdy se také snižuje rychlost tzv. tryskového proudění. Nicméně k pokusům o výstup dochází i po letní monzunové sezóně v září a říjnu, ale výška sněhové pokrývky činí výstupy mnohem obtížnějšími. První výstup po letní monzunové sezóně se podařil na podzim 1973 japonské expedici jihovýchodním hřebenem.
Samostatnou kapitolou jsou zimní výstupy, tedy výstupy v období zimního monzunu, kdy horolezci musí čelit polárním teplotám a častým vichřicím. Na druhou stranu v zimě v Himálaji méně sněží. Úspěšných zimních výstupů na Everest je méně než deset.
Trasy na vrchol hory i vrchol samotný mají dlouhodobý problém s odpadem, který po sobě horolezci zanechávají. V květnu 2023 ho byla na Everestu asi jedna tuna.

### Seznam horolezeckých tras na Everest

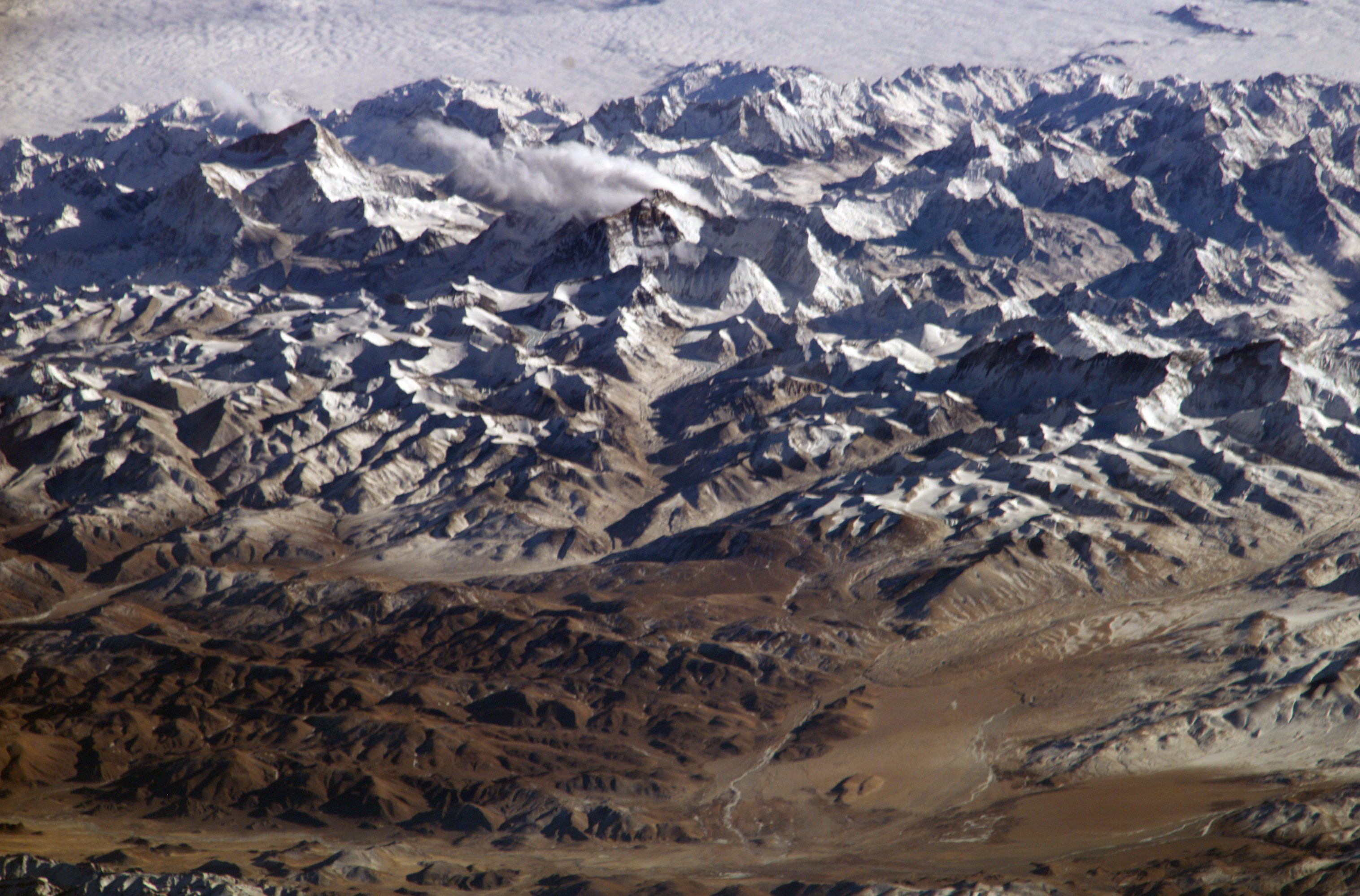
Pohled na oblast Everestu z Mezinárodní vesmírné stanice ISS

První pokusy a výstupy na Everestu byly značně ovlivněny politickou situací v obou zemích. Do roku 1949 byl pro cizince uzavřen Nepál, v letech 1950–1979 Čína vojensky obsadila a znepřístupnila Tibet. Ze tří stěn Everestu severní a východní spadají do Tibetu, jihozápadní do Nepálu.
1953 – klasická jižní cesta přes ledopád Khumbu, Jižní sedlo (7986 m) a JV hřeben
První pokus provedla britsko-novozélandská výprava v roce 1951, která jako první prostoupila ledopád do výšky 6500 m. Následovaly dvě švýcarské výpravy na jaře a na podzim 1952. Během první z nich Raymond Lambert a Tenzing Norkej dosáhli výšky 8595 m. Následující rok jejich cestou dokončila výstup britská expedice vedená Johnem Huntem (viz výše). Mezi ledovcem Khumbu a Jižním sedlem vzniklo několik variant výstupu.
V dnešní době je tato trasa doslova obležena komerčními expedicemi. Na začátku sezóny ji Šerpové vybaví fixními lany a upraví cestu ledopádem Khumbu, za použití fixních lan se platí. V příznivých vrcholových dnech pak vystupují stovky zájemců o vrchol, v drtivé většině s použitím kyslíku a mnozí s pomocí Šerpů, jejichž úkolem je dopravit platícího klienta na vrchol a zpět. Zvýšený počet lidí pokoušejících se o dosažení vrcholu, z nichž většina jsou více dobrodruzi než horolezci, přináší s sebou negativní jevy od znečišťování trasy odpadky až po krádeže materiálu a vynesených zásob.
1960 – klasická severní cesta přes Severní sedlo (7000 m), severní a severovýchodní hřeben
Trasa prvních pokusů o výstup na nejvyšší horu Země. V letech 1921–1938 Britové zorganizovali sedm expedic. Nejblíže úspěchu byly třetí a čtvrtá výprava (1924 a 1933), kdy se postupně sedm horolezců (tři z nich bez kyslíkových přístrojů, jejich výškový rekord byl pak překonán až v roce 1978) dostalo do výšky 8500–8600 m. Zastavily je fyzická únava a také technické obtíže tzv. Druhého výšvihu. Výstup severní cestou dokončila obrovská čínská expedice čítající přes 200 členů. Na vrchol vystoupili Číňané Wang Fu-čchou, Čchu Ťin-chua a Tibeťan Gonpa 27. května 1960. I tato trasa je dnes v obležení komerčních výprav a zajištěná v sezóně fixními lany.
1963 – americká cesta přes ledopád Khumbu, západní rameno (7200 m) a Hornbeinův kuloár v severní stěně
Trasu otevřela americká výprava vedená Normanem Dyhrenfurthem, která současně postupovala i klasickou jižní cestou. Na obou trasách byla úspěšná. Prvovýstup přes západní rameno otevřeli William Unsoeld a Tom Hornbein 22. května. Sestoupili jihovýchodním hřebenem se svými kolegy, kteří tudy ve stejný den stoupali a dosáhli vrcholu jen dvě hodiny před nimi. Na sestupu museli bivakovat v 8400 m, přičemž utrpěli vážné omrzliny. Kromě otevření nové trasy se zdařil i první přechod hory.
1975 – Boningtonova cesta JZ stěnou (The Hard Way)
O výstup nejstrmější stěnou Everestu (viz foto v odstavci Historie) se od roku 1969 pokoušelo šest výprav (Japonci, Britové a dvě mezinárodní). Všechny zastavilo počasí a technické obtíže skalní stěny ve výšce 8200–8500 m nazývané Žlutý pás nebo Rockband. Existují zde dvě varianty, prvovýstup se nakonec podařil levou variantou britské expedici vedené Chrisem Boningtonem. Na vrchol hory vystoupili Doug Scott a Dougal Haston, později také Peter Boardman s Šerpou Pertembou a sólo Mick Burke (ztratil se v mlze při sestupu). Tuto cestu se podařilo zopakovat třikrát: 1988 slovenský výstup alpským stylem (čtveřice horolezců: Dušan Becík, Peter Božík, Jaroslav Jaško, Josef Just, na vrchol vylezl pouze Just, zahynuli při sestupu), 1993 Japonci (v zimě) a 1995 Korejci expedičním způsobem.
1979 – jugoslávská cesta západním hřebenem
Poprvé se o něj pokusila francouzská výprava v roce 1974. Pět jejích členů zahynulo v lavině. Prvovýstup se zdařil slovinským a chorvatským horolezcům, kteří otevřeli technicky velmi obtížnou trasu na většinou návětrné straně hory. Na vrchol vystoupili Andrej Stremfelj a Jernej Zaplotnik. Ve druhém družstvu je následovali Stipe Božić, Stane Belak a Šerpa Ang Phu, který se zabil pádem při sestupu. K sestupu obě družstva použila snazší americkou cestu Hornbeinovým kuloárem (1963), která jugoslávskou trasu křižuje ve výšce 7300 m. Kompletní cestu západním hřebenem zopakovala bulharská expedice v roce 1984, většina dalších výprav zvolila kombinaci jugoslávské a americké cesty a vyhnula se tím nejobtížnější části hřebene.
1980 – japonská diretissima severní stěnou
Po otevření tibetských hranic vylezli Japonci velmi přímou trasu v severní stěně, která se v 8200 m napojuje do americké cesty v Hornbeinově kuloáru. Na vrcholu stáli Takaši Ozaki a Tsuneo Šigehiro. Trasu zopakovali v roce 1986 Švýcaři Erhard Loretan a Jean Troillet alpským stylem za pouhých 36 hodin a později několik málo dalších výprav.
1980 – polská cesta jižním pilířem
Cesta sleduje pravý okraj jihozápadní stěny, v 8100 m překonává obtížný skalní stupeň. Z expedice vedené Andrzejem Zawadou vystoupili na vrchol Andrzej Czok a Jerzy Kukuczka. Cestu zopakovala československá expedice v roce 1984 a později pár dalších výprav.
1980 – Messnerova cesta
Reinhold Messner během svého třídenního sólovýstupu opustil v 7200 m klasickou severní cestu a prostoupil severní stěnou a Nortonovým kuloárem. Trasa není často lezena, většina lezců sleduje raději delší, ale snazší klasickou severní trasu.
1982 – sovětská cesta JZ pilířem
Horolezci z Ruska, Ukrajiny a Kazachstánu otevřeli cestu vlevo od Boningtonovy trasy velmi obtížným skalním pilířem. V 8500 m se výstup napojuje na západní hřeben. Ve čtyřech družstvech vystoupilo na vrchol devět horolezců. Jejich výstup nebyl nikdy zopakován.
1983 – americká cesta V stěnou
Prvnímu výstupu východní stěnou předcházel jeden také americký pokus v roce 1981. Trasa překonává převýšení 3500 m, ve spodní části obtížné skalní stěny, výše lavinami ohrožovaný pilíř. Na vrchol vystoupily dvě trojice horolezců – Kim Momb, Lou Reichardt, Carlos Buhler a George Lowe, Dan Reid, Jay Cassell. Jejich výstup nebyl nikdy zopakován.
1984 – australská cesta Velkým (Nortonovým) kuloárem v severní stěně
Trasu prostoupila malá výprava několika přátel bez podpory šerpských nosičů a bez kyslíkových přístrojů. Na vrchol vystoupili Tim McCartney-Snape a Greg Mortimer. Jejich spolulezec Henderson musel vzdát 50 m pod vrcholem.
1986 – pilíř spadající ze západního ramene Everestu k severu
Kanadská výprava zlezla poprvé pilíř spadající ze západního ramene Everestu k severu. V 7250 m se trasa napojuje na americkou cestu (1963). Na vrchol hory vystoupili Mike Congdon a horolezkyně Sharon Woodová (Wood) (jediná žena, která zlezla Everest novou cestou).
1988 – východní stěnou vlevo ve spádnici Jižního sedla
Australsko-britská malá výprava otevřela novou cestu východní stěnou vlevo ve spádnici Jižního sedla, ve kterém se trasa napojuje na jihovýchodní hřeben. Vrcholu dosáhl sólo Angličan Stephen Venables. Tuto cestu zopakovali v roce 1992 horolezci z Chile.
1995 – severovýchodní hřeben
Trasu celým severovýchodním hřebenem přes Tři věže poprvé zkoušeli Britové roku 1982, kdy dosáhli 8200 m. V roce 1991 dva Britové prostoupili hřeben až do 8450 m, kde se napojili do klasické severní cesty. Vrcholu ale nedosáhli, sestoupili do Severního sedla. Celý kompletní výstup severovýchodním hřebenem dokončila velká japonská expedice roku 1995, která hřeben zabezpečila 4 km lan. Dva Japonci a čtyři Šerpové vystoupili na vrchol hory.
1996 – kazašská cesta severovýchodní stěnou
Kazaši stoupali stěnou mezi severním a severovýchodním hřebenem do zhruba 8000 m, kde se napojili na klasickou severní cestu.
2004 – severní stěnou mezi Hornbeinovým a velkým kuloárem
Ruská expedice otevřela obtížnou trasu severní stěnou mezi Hornbeinovým a velkým kuloárem. Osm horolezců ve třech družstvech dosáhlo vrcholu hory. Jejich výstup překonává dvě náročné skalní stěny v 7200 a 8500 m.
2009 – korejská cesta jihozápadní stěnou
Jihokorejská expedice dokončila novou cestu v levé části jihozápadní stěny. Vedoucí výpravy Pak Jong-sok s dalšími třemi horolezci vystoupil na vrchol hory 20. května, poté sestoupili klasickou jižní cestou. Výstup navazoval na předchozí neúspěšné pokusy v letech 2007 a 2008.
Celkem existuje 17 cest a jejich variant k vrcholu Everestu. Běžně používané jsou jen dvě z nich. Pravděpodobně šest cest nebylo od prvovýstupu nikdy zopakováno. Jen dva prvovýstupy byly podniknuty bez použití kyslíkových přístrojů (Velký kuloár 1984 a východní stěna 1988). Na vrcholu Everestu stálo už několik tisíc lidí, bez kyslíkového přístroje zhruba jen 100, po výstupu alpským stylem (bez podpory Šerpů, bez kyslíku, bez předchozího zajištění trasy lany) jen čtyři (Messner 1980, Loretan a Troillet 1986, Just 1988).
Možnosti nových prvovýstupů na Everest jsou omezené. Logickou možností je tzv. Fantasy Ridge v pravé části východní stěny, který se napojuje na severovýchodní hřeben. Pilíř je ohrožován lavinami a napojuje se na severovýchodní hřeben teprve pod jeho nejobtížnějším místem. Navíc by se jednalo o nejdelší výstupovou trasu s největším převýšením.
Další možnou trasou je pravá část jihozápadní stěny vpravo od Boningtonovy cesty, kudy se pokoušely prostoupit tři expedice v 70. letech a také československá výprava v roce 1987. Nejvyšší dosažený bod na této trase je 8350 m (Dougal Haston a Don Whillans 1972).

## Fotogalerie

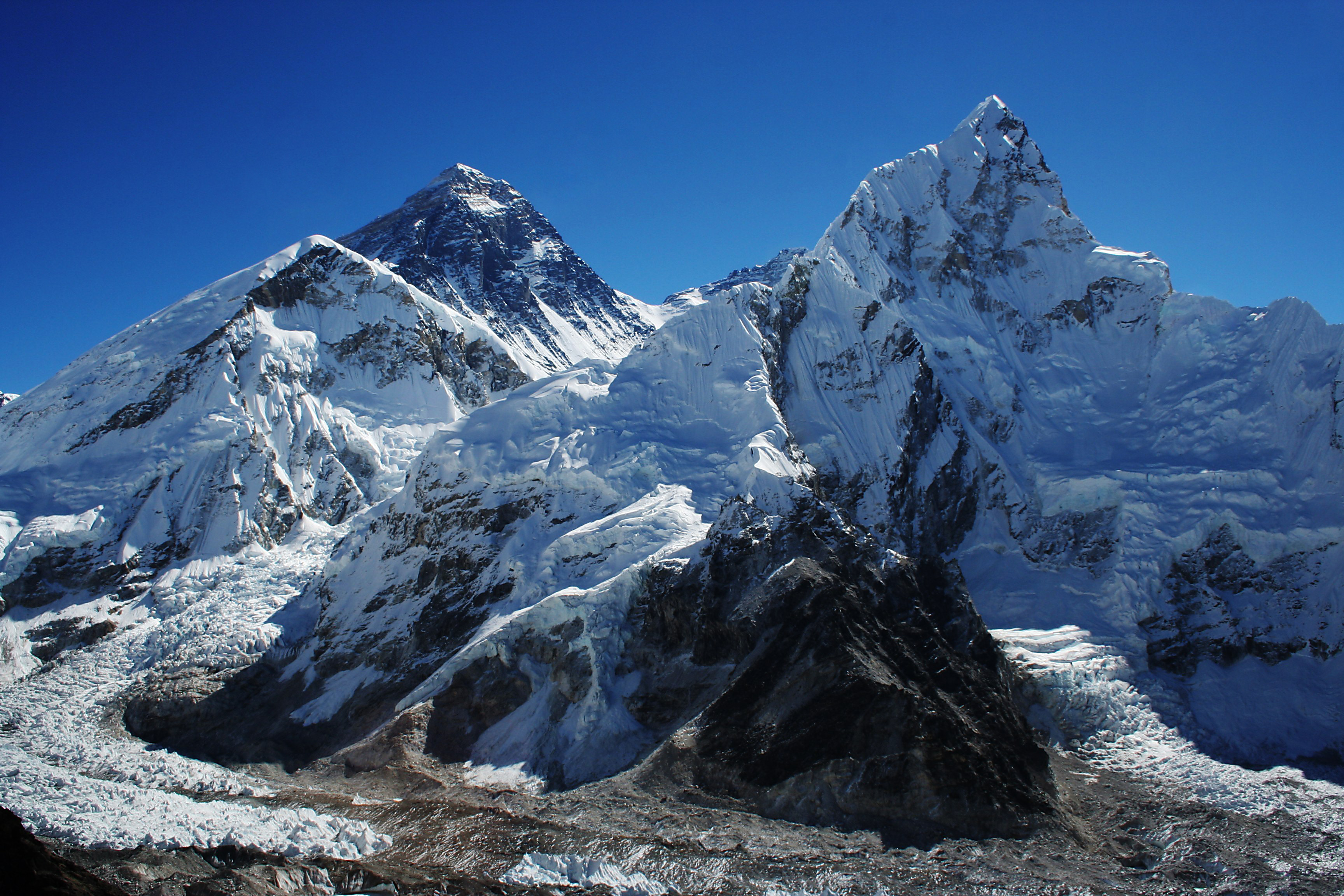
Vrchol Mount Everestu z Kalar Patar
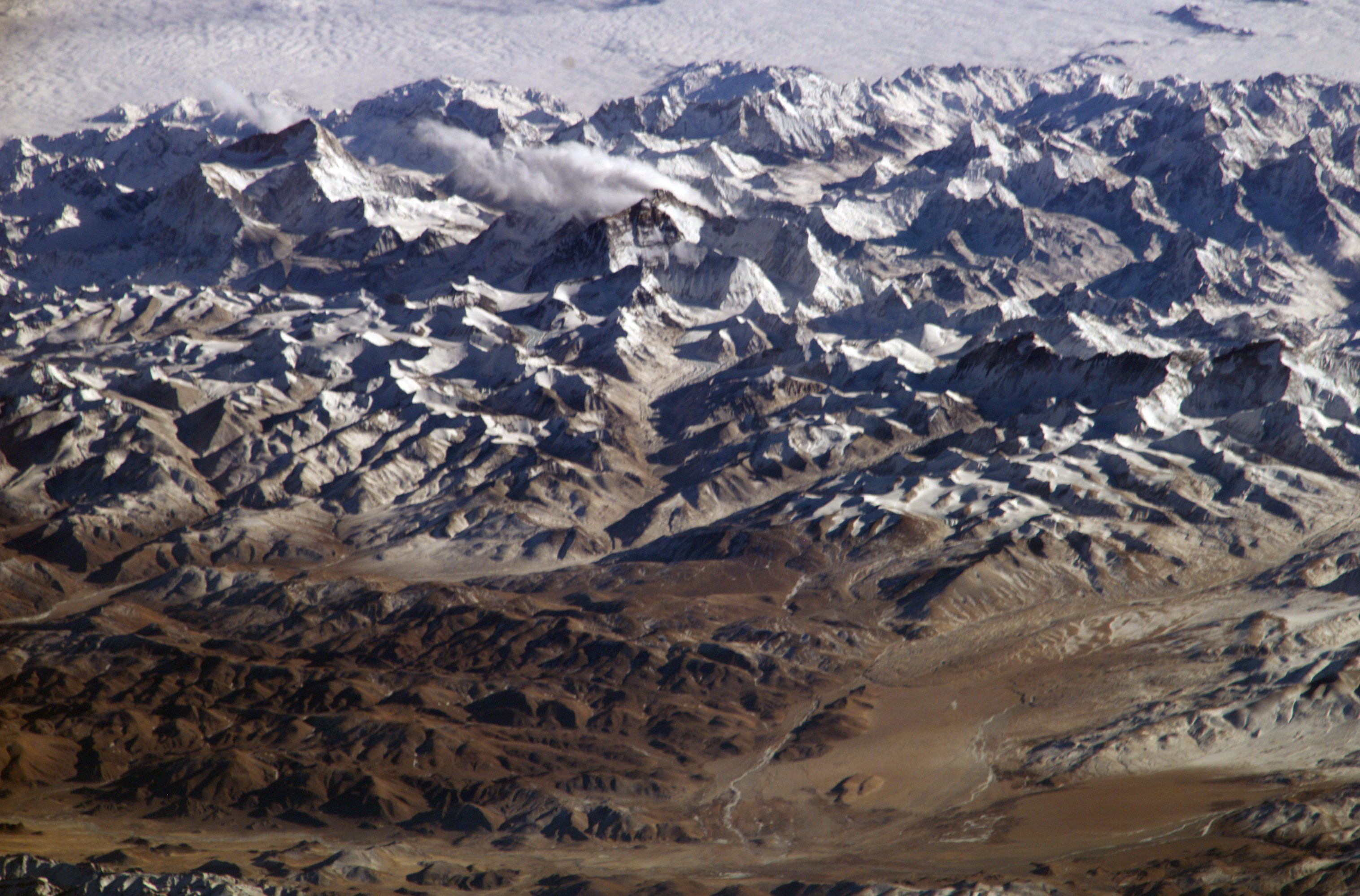
Himálaj z Mezinárodní vesmírné stanice
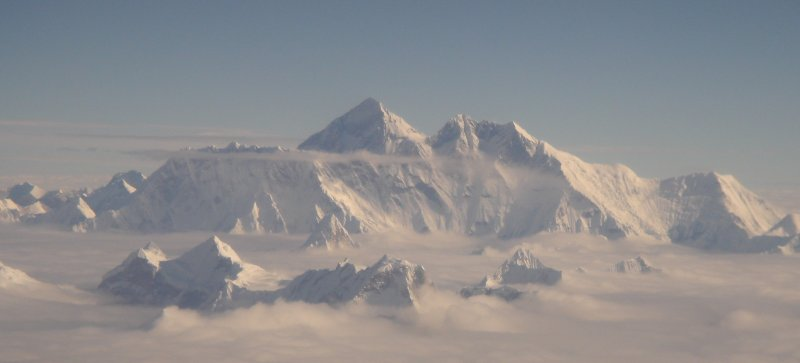
Masív Everestu z letadla